# Vader

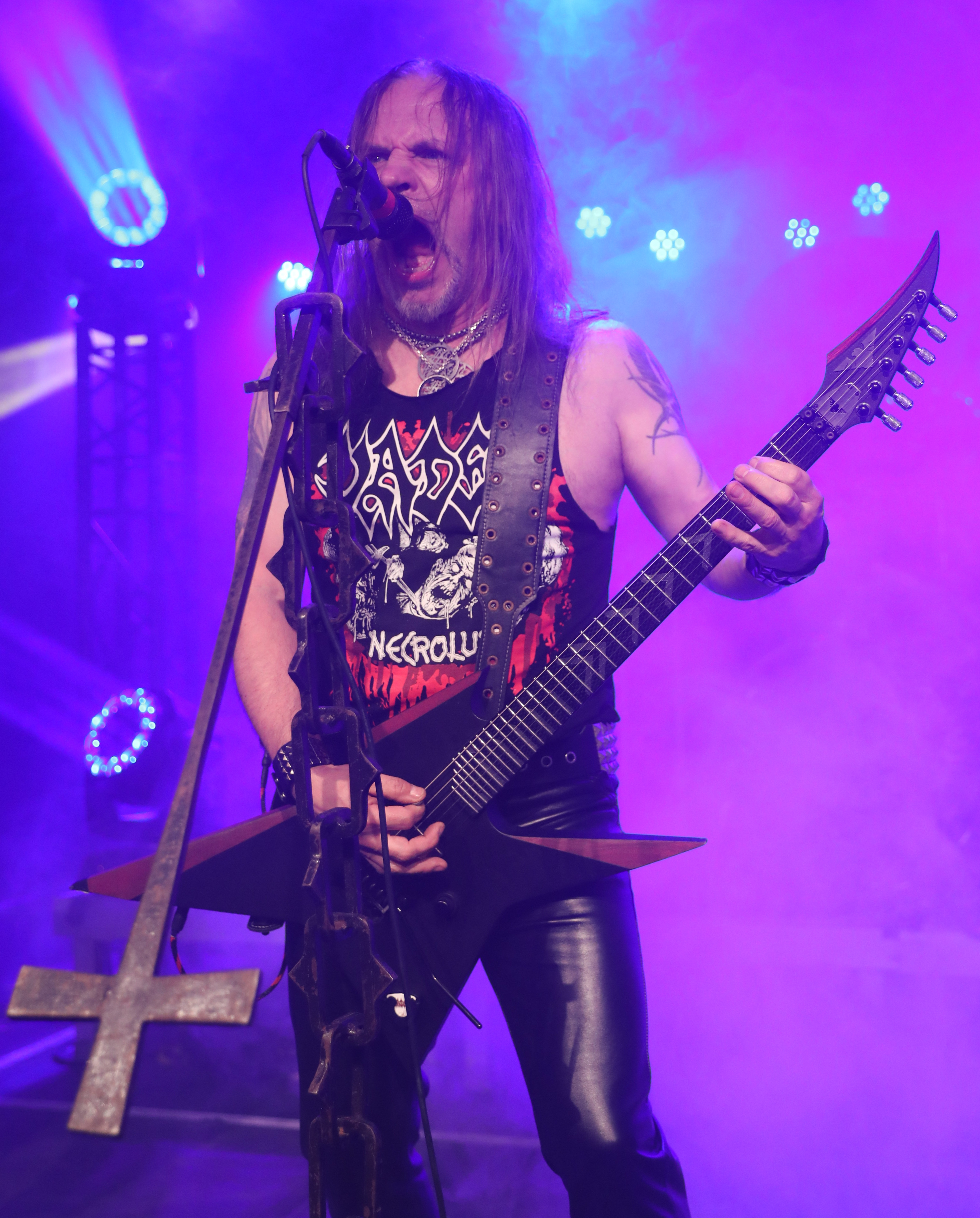
Пётр Вивчарек, 2023

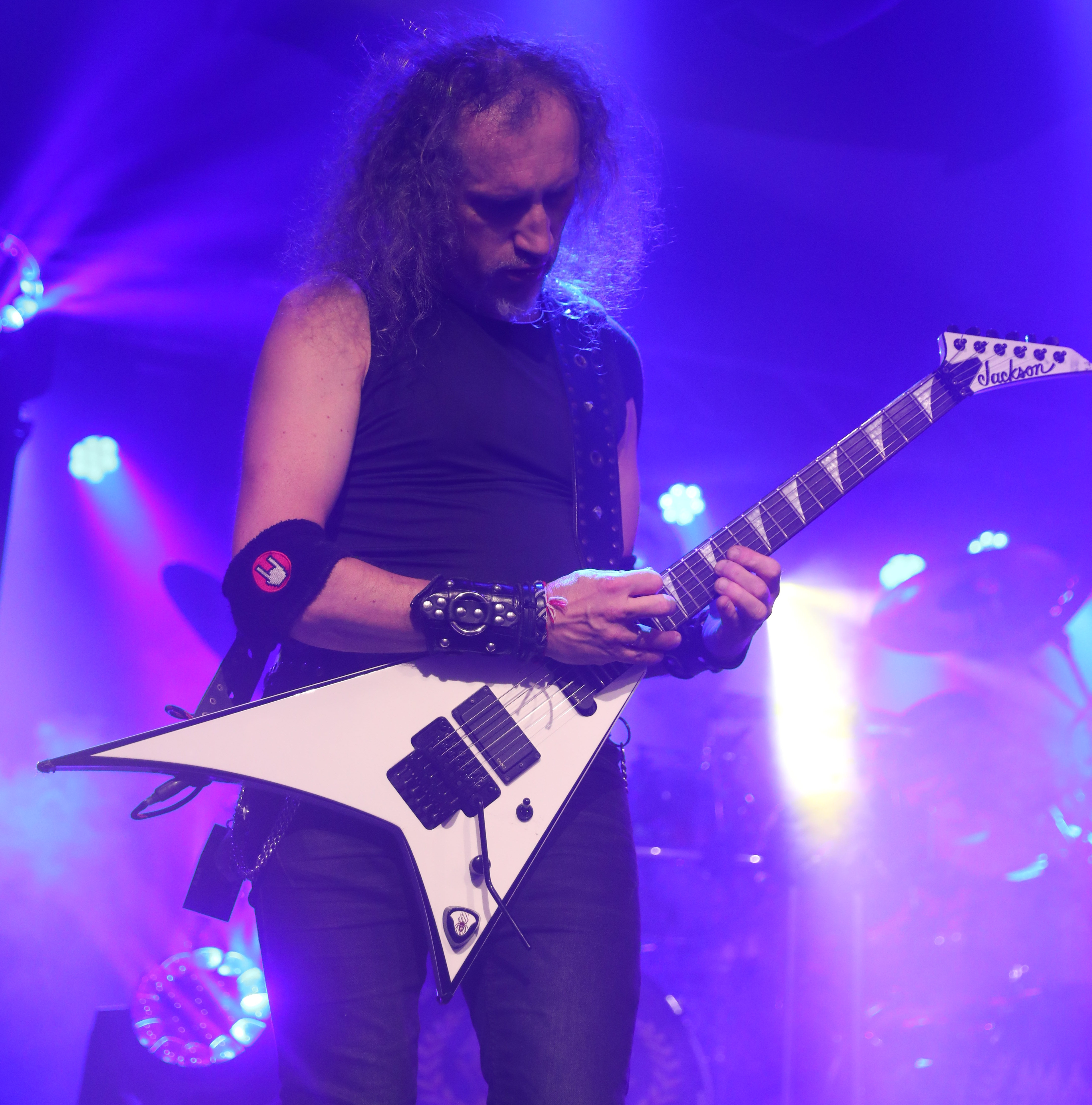
Марек Паяк, 2023

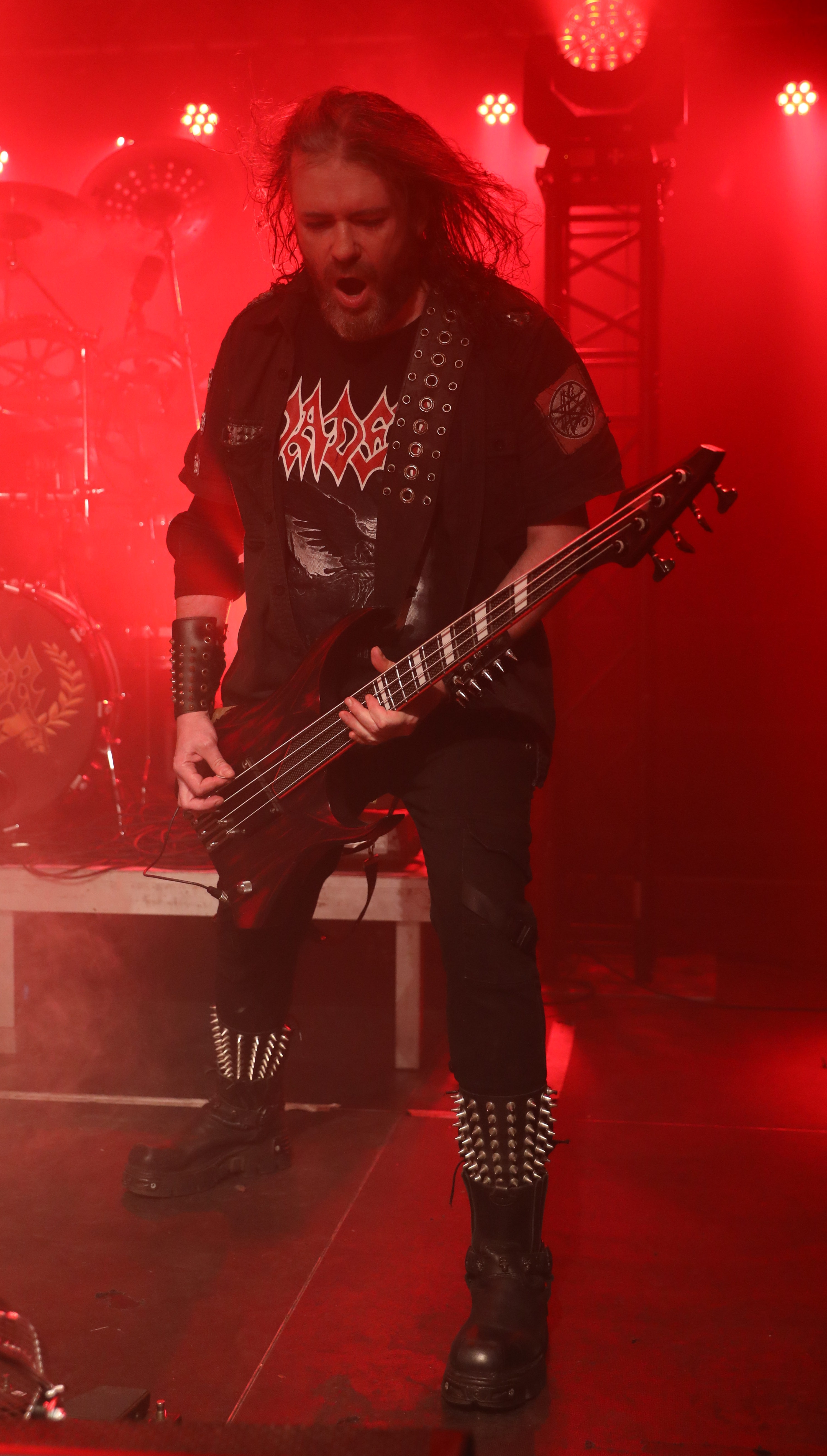
Томаш Халицки, 2023

Vader (МФА: [veɪ.dəɹ]; рус. Вейдер) — польская дэт/трэш-метал группа, основанная в 1983 году в Ольштыне. На данный момент наряду с Behemoth, Hate и Decapitated являются лидерами польской экстремальной сцены. Группа была названа в честь персонажа Звёздных войн Дарта Вейдера. Постоянным и бессменным лидером группы был и остаётся гитарист, а также вокалист Пётр «Питер» Вивчарек. Тексты группы часто обращаются к произведениям Г. Ф. Лавкрафта. По данным на 2002 год, количество проданных альбомов составило более полумиллиона копий по всему миру.

## История
Группа Vader была сформирована в 1983 году, так же, как и дэт-метал- первопроходцы, такие как Possessed и Death. В это время они были хеви/спид-метал-группой, которая позже перешла в трэш-метал, а затем и в дэт-метал. В 1986 году выпускается первое демо. Они выпустили ещё одно демо, Necrolust, в 1989 году. А после Morbid Reich, выпущенного в 1990 году, они получили международное внимание, было продано почти 10 000 экземпляров, что делает его одним из самых продаваемых метал-демо. На волне успеха группа подписывает контракт с Earache Records. Песни с Morbid Reich появятся позже на их дебютном студийном альбоме The Ultimate Incantation.
Из-за разногласий контракт с Earache был расторгнут. В 1994 году альбомы Sothis и The Darkest Age: Live '93 должны были выйти на различных лейблах. В то же время они гастролировали и в 1995 году подписали контракт с Impact Records, выпустив De Profundis, Future Of The Past, и Black To The Blind. Затем на Hammerheart переиздали два их ранних демо, Necrolust и Morbid Reich, как Reborn in Chaos. В августе 1998 года Vader выпустили второй концертный альбом Live in Japan (первым был The Darkest Age: Live '93). Перед этим (в декабре), они также записали Kingdom и видео VHS  "Vision and Voice. В октябре того же года Vader выступали на разогреве у Slayer в Польше.
В конце 1998 года они подписали контракт с Metal Blade Records на выпуск своего шестого альбома, Litany. 1999 год группа провела, в основном, на гастролях. В марте 1999 года Vader отправились в свой первый самостоятельный тур по США, "Международный фестиваль тяжёлой музыки" 1999 года, а в мае того же года они играли на Metalmania. В июне  музыканты отправились в другой европейский тур, и остаток лета был заполнен многочисленными выступлениями на фестивалях в Центральной Европе. Европейский тур закончился выступлением вместе с трэш-метал группой Testament.
В ноябре и декабре 1999 года группа записала альбом Litany, который выпустили в марте 2000 года, также был снят клип на песню "Cold Demons", которая появилась на специальном издании digipack. Выпуск альбома был также подкреплён концертами, в том числе апрельским фестивалем No Mercy, а в июне группа отправилась в 30-дневное европейское турне с Vital Remains, Fleshcrawl и The Crown.
В апреле 2001 года Vader выпустили EP Reign Forever World с перезаписанными песнями, кавер-версиями и Live треками. Они продвигали альбом турами по Польше, России и Украине, и снова в США. В сентябре 2001 года они устроили ещё один европейский тур с Cryptopsy, Dying Fetus и Catastrophic. За этим последовало 10 польских выступлений в рамках фестиваля Thrash'em 2001 вместе с Krisiun, Behemoth и некоторыми другими польскими дэт-метал и блэк-металлическими группами.
В 2002 году был выпущен альбом Revelations, а также прошли гастроли по Англии, Шотландии и Ирландии во время фестиваля No Mercy. В мае группа выпустила свой первый DVD "More Vision and the Voice". В 2004 году Vader приступили к записи The Beast (которая была закончена в середине июля). Также была устроена обширная рекламная кампания, включающая более 170 концертов. Запись нового альбома была отложена до мая из-за аварии, в которой пострадал барабанщик. Его заменил Daray из польской группы Vesania. Во время общеевропейской тура группа впервые выступала на балканском полуострове. Наиболее важным концертом 2004 года было выступление на Силезском стадионе в Хожуве, где группа играла перед  аудиторией в 50000 человек на разогреве у Metallica.
В марте 2005 года барабанщик Кшиштоф Рачковски покинул группу в силу явных проблем с наркотиками. В августе 2005 года было объявлено, что Кшиштоф умер.
В 2008 году, после пяти лет совместной работы, группу решил оставить Novy; Marcin Rygiel (экс-Decapitated) заменил его на басу на период летнего Slaughter Tour Reyash, а позже, в том же году, стал постоянным басистом.
В 2009 году их песня Rise Of The Undead из альбома Necropolis была добавлена на официальный сайт для прослушивания.
В 2011 году музыканты выпустили ещё один альбом под названием Welcome to Morbid Reich. В 2013 году Vader объявили, что они отправятся в студию в декабре 2013 года для записи нового альбома, который должен носить название Tibi et Igni, дата выпуска — 30 мая 2014 года.
4 ноября 2016 года вышел следующий альбом группы The Empire.

## Состав

### Нынешний состав
- Пётр «Питер» Вивчарек — соло-гитара (1983—настоящее время), вокал (1988—настоящее время), бас-гитара (1983—настоящее время)
- Марек «Паук» Паяк[англ.] — ритм-гитара (2010—настоящее время)
- Томаш «Хэл» Халицки[англ.] — бас-гитара (2011—настоящее время)
- Михал Анджейчик — ударные (2022—настоящее время)
- Мориси «Маузер» Стефанович[англ.] — ритм-гитара (1997—2008, 2024—настоящее время, 2023—2024: как гастролирующий музыкант)

### Бывшие участники
- Збигнев «Вика» Врублевский — ритм-гитара (1983—1986; умер в 2023 году)
- Роберт Билак — вокал (1983)
- Яцек Меринг — вокал (1984)
- Дэниел Марковски — ударные (1983—1984)
- St. Snake — вокал (1984—1985)
- Роберт «Чарни» Чарнета — вокал (1985—1987)
- Роберт «Астарот» Стручевски — бас-гитара (1984—1989; умер в 2010 году)
- Гжегож «Белиал» Яковский — ударные (1986—1987)
- Яцек «Джеки» Калиш — бас-гитара (1988—1993)
- Кшиштоф «Доцент» Рачковский[англ.] — ударные (1988–2005; умер в 2005 году)
- Ярослав «Китай» Лабенец — ритм-гитара (1991—1997)
- Лешек «Шэмбо» Раковский — бас-гитара (1993—2001)
- Конрад «Саймон» Карчут — бас-гитара (2002—2003)
- Марцин «Новый» Новак — бас-гитара (2003—2008)
- Дариуш «Дарай» Бжозовский — ударные (2004—2008)
- Павел «Пол» Ярошевич[англ.] — ударные (2008—2011)
- Джеймс Стюарт — ударные (2011—2022)

### Сессионные участники
- Ежи «У.» Груд — клавишные (2002)
- Кшиштоф «Зигмар» Олош — клавишные (2005, 2006, 2008, 2011)

### Гастролирующие участники
- Марцин «Зомбек» Голембёвский — ударные (1999)
- Марцин «Мартин» Рыгель — бас-гитара (2008)
- Вацлав «Вогг» Кельтика[англ.] — ритм-гитара (2008–2010)
- Томаш «Реяш» Режек[англ.] — бас-гитара (2008–2011)
- Марко Мартелл — ритм-гитара (2010)

## Дискография

### Демо
- Live in Decay (1986)
- Necrolust[англ.] (1989)
- Morbid Reich (1990)

### Студийные альбомы
- The Ultimate Incantation (1992)
- De Profundis (1995)
- Black To The Blind (1997)
- Litany (2000)
- Revelations (2002)
- The Beast (2004)
- Impressions In Blood (2006)
- Necropolis (2009)
- Welcome To The Morbid Reich (2011)
- Tibi Et Igni (2014)
- The Empire (2016)[5]
- Solitude in Madness (2020)

### Концертные альбомы
- The Darkest Age - Live '93[англ.] (1993)
- Vision and Voice[англ.] (1998)
- Live in Japan[англ.] (1998)
- More Vision and the Voice (2002)
- Night of the Apocalypse[англ.]
- And Blood Was Shed In Warsaw[англ.] (2007)
- Live in Decay (2015)

### Мини-альбомы (EP)
- Sothis (1994)
- Kingdom (1998)
- Reign Forever World (2001)
- Blood (2003)
- Art Of War (2005)
- Lead Us !!! (2008)
- Iron Times (2016)[5]
- Thy Messenger (2019)

### Синглы
- An Act of Darkness / I.F.Y. (1995)
- Carnal / Black to the Blind (1997)
- Xeper / North (2000)
- Angel of Death (2002)
- Beware the Beast (2004)
- v.666 (2008)
- The upcoming Chaos (2008)
- We are the Horde (2009)
- Come and See My Sacrifice (2011)
- Go to Hell (2014)
- Shock And Awe (2020)
- An Act of Darkness (2021)

### Сборники и кавер-альбомы
- Future of the Past[англ.] (1996)
- Reborn in Chaos (1997)
- Blood / Reign Forever World (2003)
- XXV[англ.] (2008)